# Kirby Hall
Kirby Hall è una residenza di campagna, dell'età elisabettiana, situata vicino a Gretton, nel Northamptonshire, in Inghilterra.
Kirby Hall era di proprietà di sir Christopher Hatton, Lord cancelliere della regina Elisabetta I. La costruzione del palazzo iniziò nel 1570, sulla base dei disegni di architetture francese e ampliato in stile classico nel corso dei decenni. La casa è ora in uno stato di semi-rovina, anche se la grande sala e le camere sono rimaste intatte.
I giardini, con il loro disegno elaborato completo di statue e urne, sono stati recentemente restaurati.
L'edificio e i giardini sono di proprietà del conte di Winchilsea e gestiti da English Heritage.
Kirby Hall è stato utilizzato come luogo delle riprese di Mansfield Park e A Christmas Carol di Ealing Studios, nel 1999, e A Cock and Bull Story nel 2005.